# الكلية التقنية بالطائف
الكلية التقنية بالطائف (بالإنجليزية: Taif Technical College)‏ هي إحدى الكليات التقنية في المملكة العربية السعودية، تقع في الطائف، وقد تم تأسيسها في عام 2001م (1422هجري). هي إحدى الكليات التقنية التابعة للمؤسسة العامة للتدريب التقني والمهني بالمملكة العربية السعودية. تعتبر الكلية من أكبر هذه الكليات بناء على اعداد المتربين بها.

## التأسيس
تأسست الكلية التقنية بمحافظة الطائف عام 1422هـ وتقع في حي الرميدا وادي العرج.

## الأقسام
هناك العديد من الأقسام التدريبية وهي:
- قسم التقنية الكهربائية:  أنظمة القوى الكهربائية
- قسم التقنية الميكانيكية: تخصص الإنتاج
- قسم السيارات.
- قسم التقنية الإدارية: ويحتوي على ثلاث تخصصات وهي: تخصص المحاسبة، تخصص التسويق، تخصص الإدارة المكتبية
- قسم التقنية المدنية والمعمارية: ويحتوي على: تخصص التقنية المدنية، تخصص التقنية المعمارية، تخصص تقنية المساحة
- قسم تقنية الحاسب الالي: ويحتوي على ثلاث تخصصات هي: تخصص الدعم الفني، تخصص الشبكات، تخصص البرمجيات، قسم تقنية الالكترونيات.

بالإضافة إلى مركز الدراسات العامة ومركز اللغة الإنجليزية ومركز التدرب الإلكتروني ومركز تقنية المعلومات.

## أهداف الكلية
تسعى الكلية إلى تدريب بجودة وكفاءة عالية لإعداد جيل قادر على تلبية متطلبات سوق العمل، وحددت الكلية العديد من الأهداف منها:
- استيعاب أكبر عدد ممكن من المتدربين الراغبين في التدريب التقني والمهني للإسهام في التنمية المستدامة.
- إيجاد بيئة محفّزة وآمنة للعمل والتدريب في الكلية التقنية بحائل تهتم بالمدرب والمتدرب.
- نشر الوعي بأهمية العمل في المجالات التقنية والمهنية في أوساط المجتمع وتعزيز الصورة الذهنية الإيجابية وتحسين النظرة الاجتماعية عن الكلية.
- بناء شراكات إستراتيجية مع القطاع الخاص والعام في حائل لتنفيذ برامج الكلية.
- تقديم البرامج التدريبية بالجودة والكفاية التي تؤهل الخريج للحصول على الوظيفة المناسبة أو ممارسة العمل الحر.
- تأهيل وتطوير الكوادر البشرية الوطنية في المجالات التقنية والمهنية وفقاً لمتطلبات سوق العمل ووفقاً للتطور التقني والمعرفي.
- توثيق العلاقة والتكامل مع الجهات التعليمية والتدريبية الوطنية.
- التوسع في المجالات التدريبية المتقدمة الداعمة للخطط الوطنية.

## رسالة الكلية
تقدم كلية التقنية بمحافظة الطائف التدريب التقني المتميز، من خلال كادر تدريبي مؤهل يعمل بروح الفريق الواحد، وتلتزم الكلية بتطبيق معايير الجودة التي تؤدي إلى مخرجات ذات كفايات عالية، مستخدمةً كافة الوسائل والتقنيات الحديثة، وتسعى دائماً إلى تلبية احتياجات سوق العمل، كما تلتزم بالإسهام في التنمية العلمية والاقتصادية والاجتماعية والبيئية في محافظة.